# Saharat Thai Doem
Lo Saharat Thai Doem (In thailandese) era una divisione amministrativa della Thailandia. Comprendeva parti degli Stati Shan della Birmania britannica annesse dal governo thailandese dopo la conquista giapponese della Birmania.
Per mezzo di questa annessione, la Thailandia allineata all'Asse si espanse verso nord fino al 22º parallelo nord e guadagnò un confine con la Cina. Chiang Tung (Kengtung) era la sede amministrativa della provincia. Dopo la caduta del governo di Phibun nell'agosto 1944, il nuovo governo thailandese comunicò agli inglesi che rinunciava a tutte le pretese sugli Stati Shan e sulla Malesia settentrionale e che avrebbe immediatamente restituito i territori alla Gran Bretagna. Il governo di Churchill non ha accettato l'apertura thailandese ed era pronto a reagire. L'esercito thailandese evacuato nell'agosto 1945.

## Geografia
Il territorio della provincia della Thailandia settentrionale era montuoso, ad eccezione di alcune piccole aree, come il bacino intermontano di Kengtung. Il fiume Salween segnava il confine occidentale della nuova provincia. Il punto più settentrionale era la città di frontiera di Pangsang .
Le strade che collegavano le contrade erano poche e la maggior parte della popolazione viveva in piccoli paesi di montagna. L'area era abitata principalmente dal popolo Tai Yai, ma c'erano anche comunità considerevoli di persone Lahu, Akha e Wa, così come quelle appartenenti al gruppo etnico Karen, inclusi i Red Karen e il popolo Kayan.

## Storia

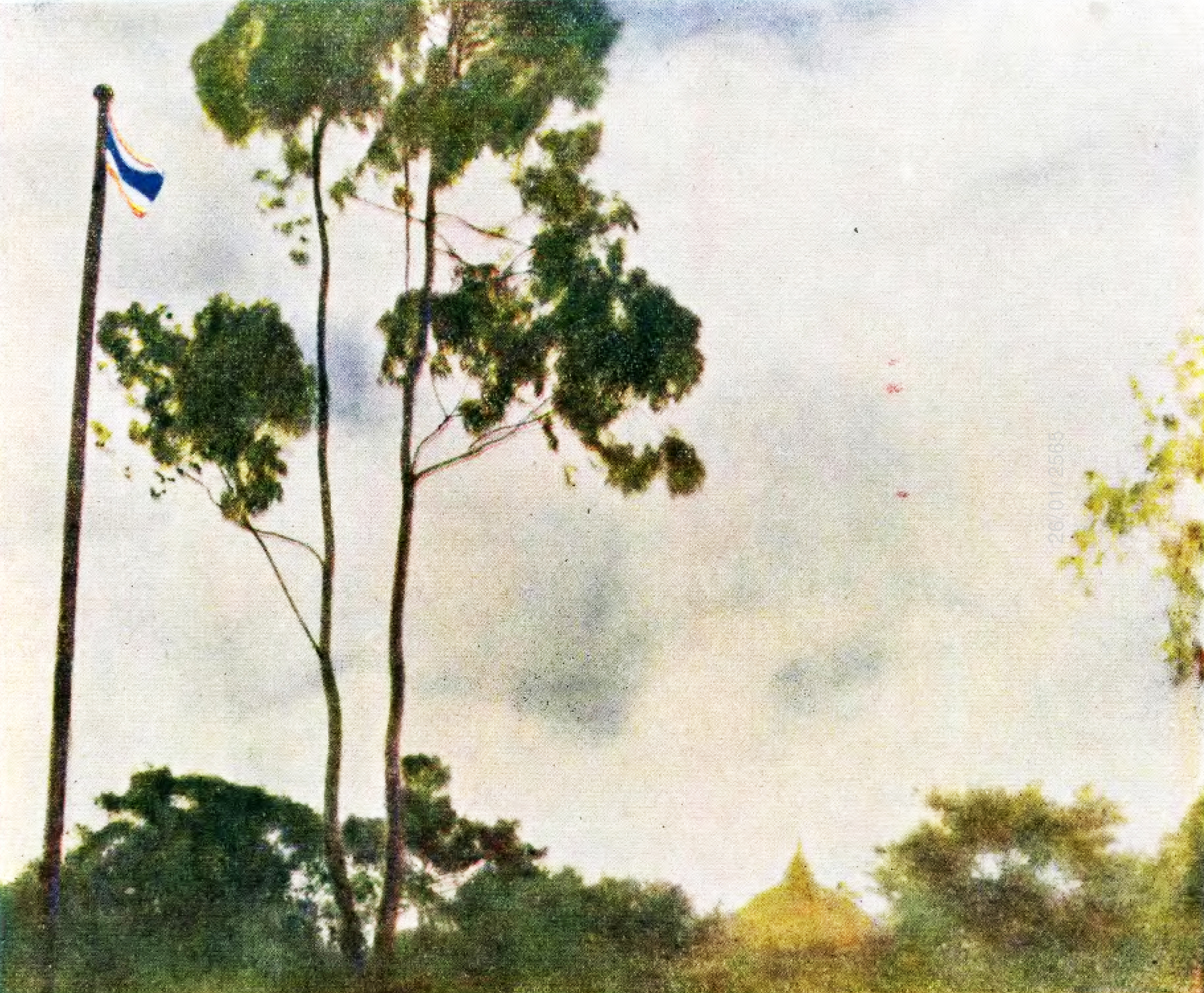
La bandiera thailandese è stata issata a Kengtung.

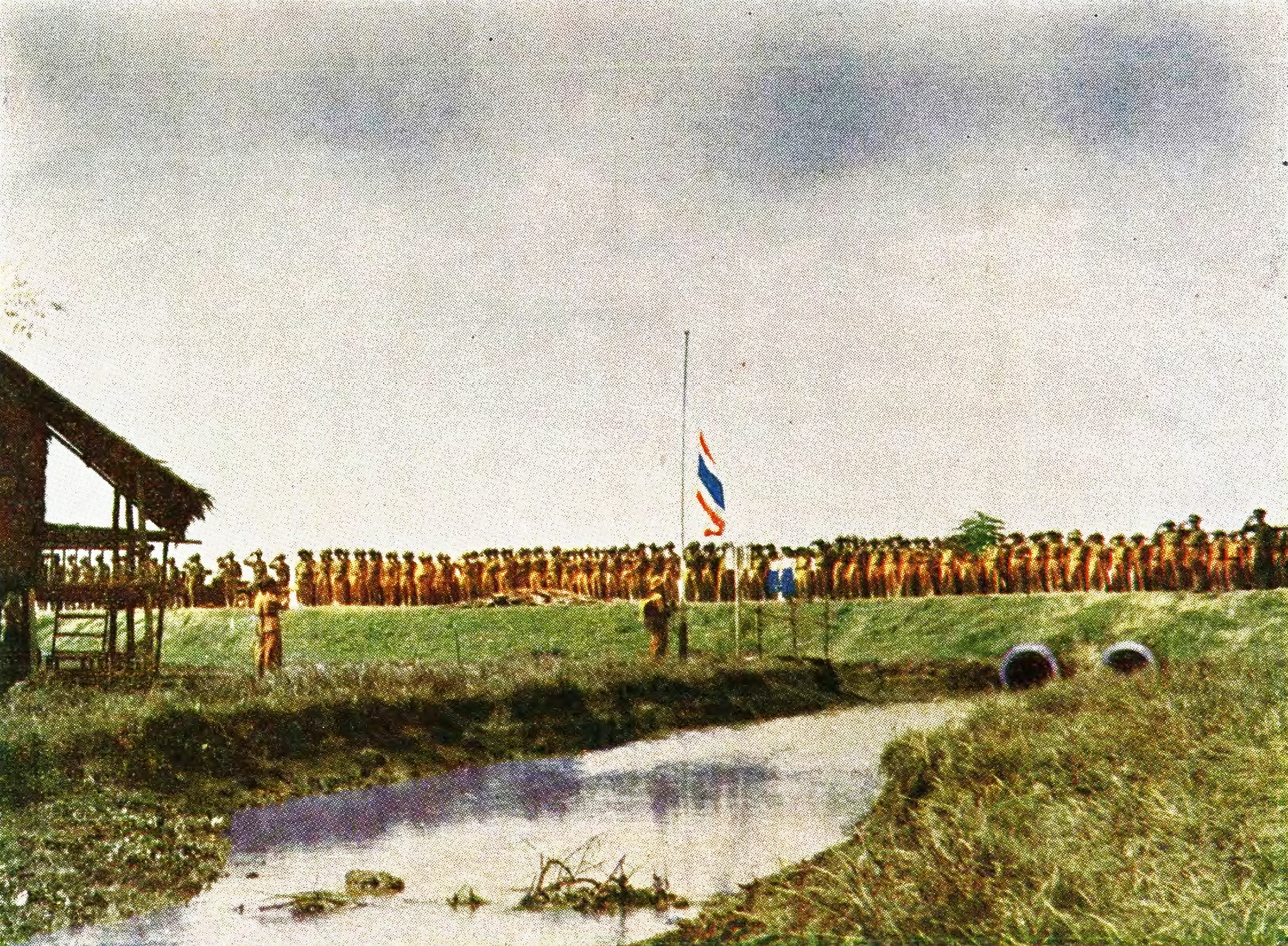
Soldati thailandesi e funzionari governativi che occupano un villaggio birmano.

Il primo ministro thailandese Plaek Phibunsongkhram firmò un accordo segreto con l'Impero giapponese il 14 dicembre 1941 e impegnò le forze armate thailandesi a partecipare alla prevista campagna malese e alla campagna della Birmania . Un'alleanza tra Thailandia e Giappone è stata firmata il 21 dicembre 1941. Il 25 gennaio 1942, il governo thailandese, credendo che gli alleati fossero sconfitti, dichiarò guerra agli Stati Uniti e al Regno Unito. Come ricompensa per aver stipulato un'alleanza militare con loro, i giapponesi accettarono di tornare in Thailandia Kedah, Perlis, Kelantan e Terengganu, le quattro province malesi cedute agli inglesi nel 1909, così come parti dello Stato Shan nella Birmania britannica che erano considerati "territori perduti" della Thailandia.
In conformità con l'alleanza militare thailandese con il Giappone firmata il 21 dicembre 1941, i giapponesi concordarono che l'area dello Stato Shan orientale a est del Salween fosse sotto l'amministrazione thailandese.
Nel 1942, l'esercito imperiale giapponese (IJA) accompagnato dall'esercito tailandese Phayap invase gli Stati federati Shan dalla Thailandia. La difesa degli Stati Shan era stata lasciata alle forze nazionaliste cinesi, su richiesta degli inglesi. La 93ª divisione dell'esercito cinese difendeva Kengtung, mentre la 249ª e la 55ª divisione facevano la guardia dal Kengtung agli Stati di Karenni lungo il confine thailandese. Le forze giapponesi con una potenza aerea superiore continuarono a rimuovere le forze nazionaliste cinesi nel novembre 1942. L'IJA ha permesso all'esercito Phayap di occupare tutto lo stato di Kengtung e i quattro distretti trans- Salween di Möng Tang, Möng Hang, Möng Kyawt e Möng Hta, dello stato di Mongpan . A seguito dell'accordo esistente tra il primo ministro thailandese Plaek Phibunsongkhram (Phibun) e l'Impero giapponese, il 18 agosto 1943, il governo giapponese accettò l'annessione thailandese di Kengtung e parte dello Stato di Mongpan (così come l'annessione di Kelantan, Trengganu, Kedah, Stati di Perlis e isole vicine in Malesia.) Il governo thailandese voleva i due distretti di Möngmaü e Mehsakun di Mawkmai degli stati Shan meridionali e parte di Kantarawadi negli stati Karenni, tutti a est del fiume Salween, ma i giapponesi li assegnarono al loro Stato cliente di Birmania nel settembre 1943.
Panglong, una città musulmana cinese nella Birmania britannica, fu completamente distrutta dagli invasori giapponesi durante l'invasione giapponese della Birmania . Il musulmano Hui Ma Guanggui divenne il capo della guardia di autodifesa Hui Panglong creata da Su che fu inviata dal governo del Kuomintang della Repubblica di Cina per combattere l'invasione giapponese di Panglong nel 1942. I giapponesi distrussero Panglong, bruciandolo e scacciando le oltre 200 famiglie Hui come rifugiati. Yunnan e Kokang hanno accolto i rifugiati Hui di Panglong cacciati dai giapponesi. Uno dei nipoti di Ma Guanggui era Ma Yeye, un figlio di Ma Guanghua e ha narrato la storia di Panglang incluso l'attacco giapponese. Un resoconto dell'attacco giapponese agli Hui a Panglong è stato scritto e pubblicato nel 1998 da un Hui di Panglong chiamato "Panglong Booklet". L'attacco giapponese in Birmania fece sì che la famiglia Hui Mu cercasse rifugio a Panglong, ma furono respinti di nuovo nello Yunnan da Panglong quando i giapponesi attaccarono Panglong.
L'esercito thailandese sarebbe rimasto lì fino alla fine della guerra, anche se il governo thailandese iniziò a modificare la sua posizione quando l'ondata di guerra iniziò a favorire gli alleati. Dopo la caduta del governo di Phibun nell'agosto 1944, il nuovo governo di Khuang Aphaiwong comunicò al governo britannico di rinunciare a tutte le pretese sugli Stati Shan e sulla Malesia settentrionale e che avrebbe immediatamente restituito i territori alla Gran Bretagna. Il governo di Churchill non ha accettato l'apertura thailandese ed era pronto a reagire. L'esercito thailandese evacuò i due Stati Shan solo nell'agosto del 1945.

## Amministrazione

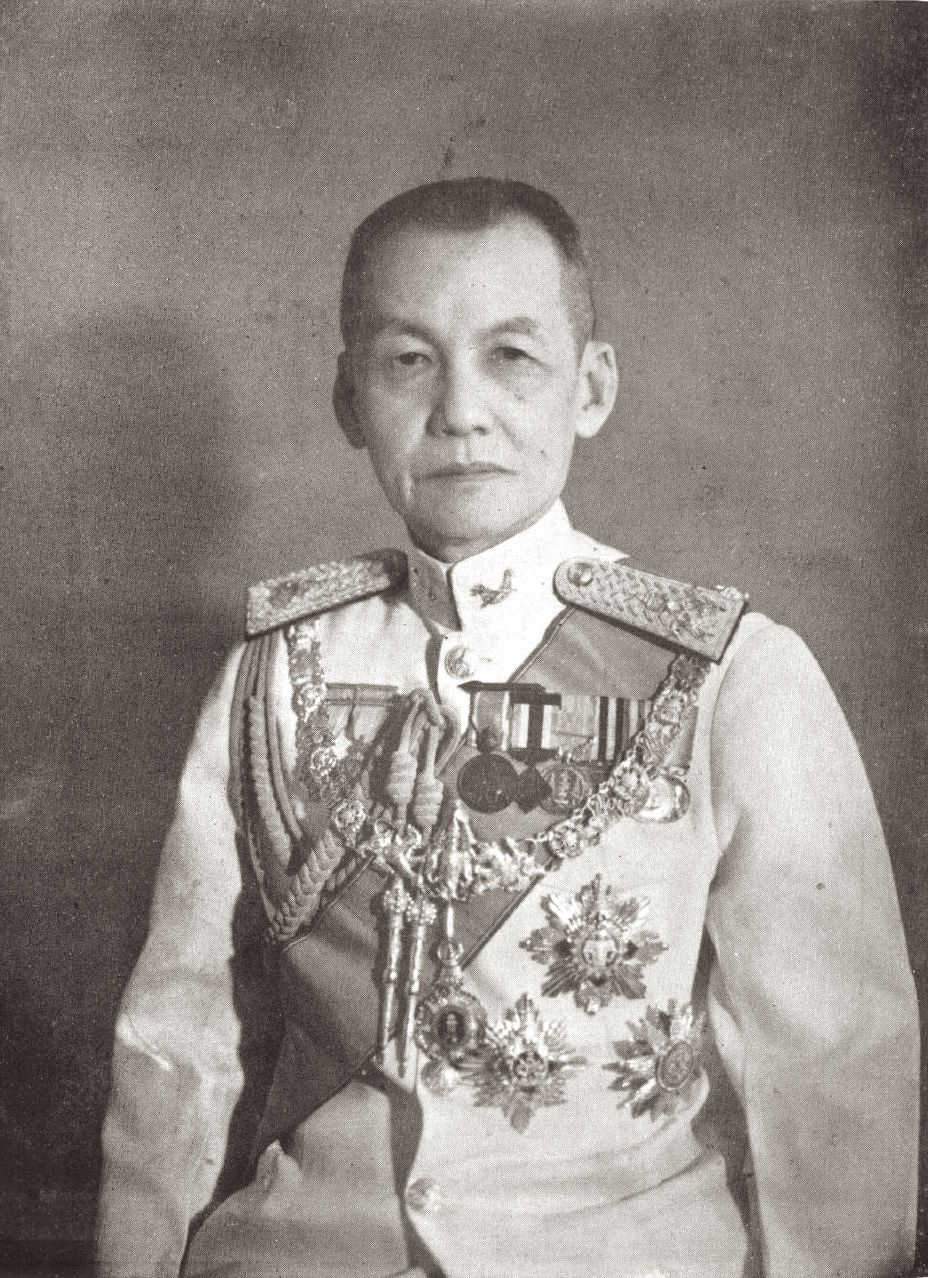
Phin Choonhavan, governatore militare thailandese del Saharat Thai Doem.

All'inizio dell'invasione fu istituita un'amministrazione rudimentale con Kengtung come centro. Costituito per lo più da piccole comunità rurali, durante l'occupazione il territorio thailandese nello Stato Shan è rimasto un luogo in gran parte dimenticato. I soldati thailandesi feriti o malati che sono stati inviati a Bangkok sono rimasti scioccati dal fatto che non vi fosse alcuna conoscenza o preoccupazione per le difficoltà dell'esercito thailandese settentrionale nel territorio appena annesso.

### Autorità

#### Governatore militare thailandese a Kengtung e Möngpan
- Dicembre 1942-1945 Phin Choonhavan (nato nel 1891 - morto nel 1973)

### divisioni amministrative

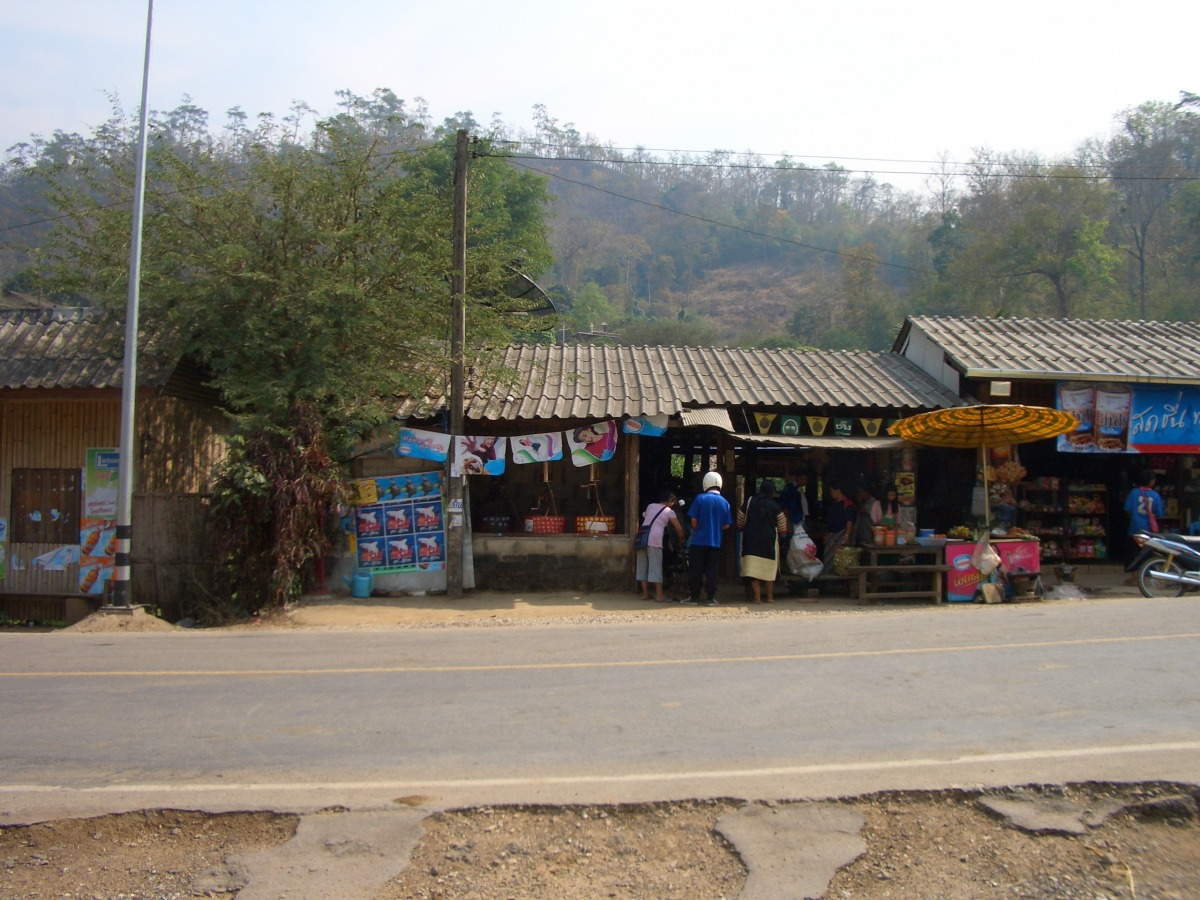
L'anello settentrionale dell'autostrada 1285 da Mae Hong Son era basato sulla rete stradale originale costruita nel 1943 per collegare il Saharat Thai Doem con il resto della Thailandia

Il Saharat Thai Doem era diviso in dodici distretti (amphoe), ai quali in seguito fu aggiunto un ulteriore distretto. Mueang Phan era un distretto speciale.
|    | Nome               | tailandese | corrispondente al birmano                                                                           |
| -- | ------------------ | ---------- | --------------------------------------------------------------------------------------------------- |
| 1  | Mueang Chiang Tung | เมืองเชียงตุง | Distretto di Kengtung                                                                               |
| 2  | Mueang Yong        | เมืองยอง    | Comune di Mong Yawng                                                                                |
| 3  | Muang Phayak       | เมืองพยาค   | Distretto di Mong Hpayak                                                                            |
| 4  | Mueang Yu          | เมืองยู้      | |
| 5  | Mueang Ching       | เมืองชิง     | |
| 6  | Mueang Ma          | เมืองมะ     | |
| 7  | Mueang Yang        | เมืองยาง    | Comune di Mong Yang                                                                                 |
| 8  | Mueang Khak        | เมืองขาก    | |
| 9  | Mueang Len         | เมืองเลน    | |
| 10 | Mueang Ko          | เมืองโก     | |
| 11 | Muang Sab          | เมืองสาด    | Comune di Mong Hsat                                                                                 |
| 12 | Mueang Hang        | เมืองหาง    | Villaggio di Mong Hang, comune di Mong Tong                                                         |
| -  | Mueang Phan*       | เมืองพาน    | I quattro distretti di Möng Tang, Möng Hang, Möng Kyawt e Möng Hta appartenenti a Mong Pan Township |

- La bandiera thailandese fu issata a Kengtung il 5 giugno 1942. Kengtung (Chiang Tung) sarebbe diventata la capitale della nuova provincia thailandese.
- I militari thailandesi arrivarono fino a Mandalay, ma i giapponesi sancirono solo l'annessione di parte dei territori conquistati. I carri armati thailandesi hanno preso parte alle battaglie vicino a Taunggyi.
- Soldati thailandesi e giapponesi si sono incontrati a Mandalay (campagna della Birmania 1942).